# Liegi-Bastogne-Liegi 1968
La Liegi-Bastogne-Liegi 1968, cinquantaquattresima edizione della corsa, fu disputata il 28 aprile 1968 per un percorso di 268 km. Fu vinta dal belga Valere Van Sweevelt, giunto al traguardo in 7h22'00" alla media di 36,380 km/h, precedendo l'altro belga Walter Godefroot e il francese Raymond Poulidor. 
I corridori che portarono a termine la gara al traguardo di Liegi furono in totale 48.

## Ordine d'arrivo (Top 10)
| Pos. | Corridore           | Squadra                   | Tempo    |
| ---- | ------------------- | ------------------------- | -------- |
| 1    | Valere Van Sweevelt | Smith's                   | 7h02'00" |
| 2    | Walter Godefroot    | Flandria-De Clerck-Krüger | s.t.     |
| 3    | Raymond Poulidor    | Fagor-Mercier-Hutchinson  | s.t.     |
| 4    | Jacques Anquetil    | Bic                       | s.t.     |
| 5    | Herman Van Springel | Dr. Mann-Grundig          | s.t.     |
| 6    | Wim Schepers        | Caballero                 | s.t.     |
| 7    | Roger Pingeon       | Peugeot-Michelin-BP       | s.t.     |
| 8    | Bernard Guyot       | Pelforth-Sauvage-Lejeune  | s.t.     |
| 9    | Willy Van Neste     | Bic                       | s.t.     |
| 10   | Barry Hoban         | Mercier-Hutchinson-BP     | a 1'45"  |